# Friday (chanson)
Pour les articles homonymes, voir Friday.
Singles de Rebecca Black
My Moment
Friday est une chanson écrite par Clarence Jey et Patrice Wilson, et interprétée par Rebecca Black, alors âgée de 13 ans. Elle est sortie en single le 10 février 2011, puis en première sur iTunes le 14 mars 2011. Friday signifie « vendredi » en français. Cette chanson est produite par Ark Music Factory, société appartenant à Jey and Wilson. Patrice Wilson est le rappeur qui chante et qui apparaît dans le clip.
Le clip de cette chanson est devenu une vidéo virale à cause des critiques envers ses paroles simplistes, l'utilisation d'Auto-Tune, et du contenu de la vidéo : une fille de 13 ans qui s'habille et se maquille de manière adulte et qui sort le vendredi soir. Jusqu'à mars 2011, la vidéo comptabilisait 16 000 000 vues sur YouTube. Le 23 avril 2011, elle dépassait presque les 150 millions de vues, et plus de 3 millions de clics sur « je n'aime pas » contre plus de 400 000 « j'aime » par les utilisateurs de YouTube. Étant donné sa « popularité », de nombreuses parodies et réutilisations de la vidéo sont apparues,.

## Paroles
Les paroles contiennent beaucoup de truismes comme « Yesterday was Thursday, Thursday. Today is Friday, Friday. We we we so excited. Tomorrow is Saturday and Sunday comes ... afterwards », soit en français : « Hier c'était jeudi, jeudi. Aujourd'hui c'est vendredi, vendredi. Nous nous nous (sommes) tellement excitées. Demain c'est samedi, et dimanche vient après ».
Le rappeur, Patrice Wilson (aka Fat Usher) chante pendant qu'il double un bus scolaire sur une voie rapide.

## Référence à cette chanson
Le vendredi 1er avril 2011, Stephen Colbert a interprété Friday avec le groupe The Roots dans l'émission Late Night de Jimmy Fallon.
À Wrestlemania XXVII, le 4 avril 2011, Zack Ryder interprète Friday devant Snoop Dog et Teddy Long avant d'être assommé par Roddy Piper.
La chanson est reprise dans la série musicale Glee (Épisode 20/Saison 2).
Le vidéaste Mathieu Sommet fait de nombreuses fois référence à Friday en se moquant des paroles et du clip plutôt stéréotypé des fêtes américaines.